# DN2L
De DN2L (Drum Național 2L of Nationale weg 2L) is een weg in Roemenië. Hij loopt van Tișița via Panciu naar Lepșa. De weg is 77 kilometer lang.
Tot 2004 was de DN2L een drum județean, een districtsweg. Door het belang van de weg is de weg opgewaardeerd tot nationale weg.